# Juan Mayr
Juan Mayr, est un photographe et environnementaliste colombien.

## Biographie
En 1986, après avoir vécu deux ans parmi les Kogi,  Juan Mayr a fondé une association pour la protection de la Sierra Nevada de Santa Marta, afin d'en protéger la biodiversité.
En 1994, son action aboutit par la restitution de 19 500 hectares aux populations amérindiennes, Kogi, Arsario et Arhuacos.
En 1998, Juan Mayr est nommé ministre de l'environnement.
En 2011, Juan Mayr est ambassadeur de Colombie en Allemagne.

## Distinction
Juan Mayr est l'un des six lauréats 1993 du Prix Goldman de l'Environnement.